# Taeniophyllum physodes
Taeniophyllum physodes är en orkidéart som beskrevs av Rudolf Schlechter. Taeniophyllum physodes ingår i släktet Taeniophyllum och familjen orkidéer. Inga underarter finns listade i Catalogue of Life.